# 霞浦县第七中学
霞浦县第七中学，简称霞浦七中，是一所位于福建省霞浦县的二级达标中学，创办于1987年，是福建省首批体育（足球）特色学校之一。

## 历史
霞浦县第七中学是经福建省教育厅注册登记，于1987年创办一所完全中学。2009年获评福建省首批体育特色学校。
霞浦县第七中学于2008年被福建省教育厅确认为省三级达标高中，2016年被提升为福建省二级达标高中。

## 环境与教学资源
校园位于龙首山下，占地60多亩。建筑面积19590平方米。2003年开办高中，现拥有初中1～3年级各八个班，高中1～3年级各八个班，在校学生共1183人。高中部专任教师86人，其中取得高级中学教师资格证的有81人，具有中级以上专业技术职务任职资格的教师有80人。该校另有福建省级骨干教师1人，宁德市级骨干教师21人；福建省学科带头人培养对象13人，宁德市级以上优秀教师8人。